# Allium subvillosum
Allium subvillosum — вид трав'янистих рослин родини амарилісові (Amaryllidaceae), поширений у північно-західній Африці й південно-західній Європі.

## Опис
Стебла 25–45 см, іноді більше. Листки війчасті, 20–40 см завдовжки 5–20 мм завширшки. Квітки чашоподібні, білі, ≈ 8 мм завдовжки, у півсферичних зонтиках діаметром 2.5–5 см. Цибулини 10–21 × 11–18 мм, від яйцеподібних до субсферичних, одиночні, іноді з 1–3(8) цибулинками.

## Поширення
Поширений у північно-західній Африці (Алжир, Марокко, Туніс, Азорські острови, Канарські острови) й південно-західній Європі (південь Португалії, південь Іспанії, Балеарські острови); можливо, Сицилія.
Зростає переважно біля прибережних районів, над піщаними або вапняковими ґрунтами, у прибережних дюнах чи скелях. Він також трапляється у внутрішніх регіонах, висотою до 1600 м, колонізуючи відкриті луки, чагарники та очищення лісів, особливо соснових лісів.

## Загрози й охорона
На популяції, ймовірно, вплинув розвиток міст у прибережних регіонах в останні десятиліття.
Деякі субпопуляції трапляються в межах охоронних територій..